# 卡泰特縣

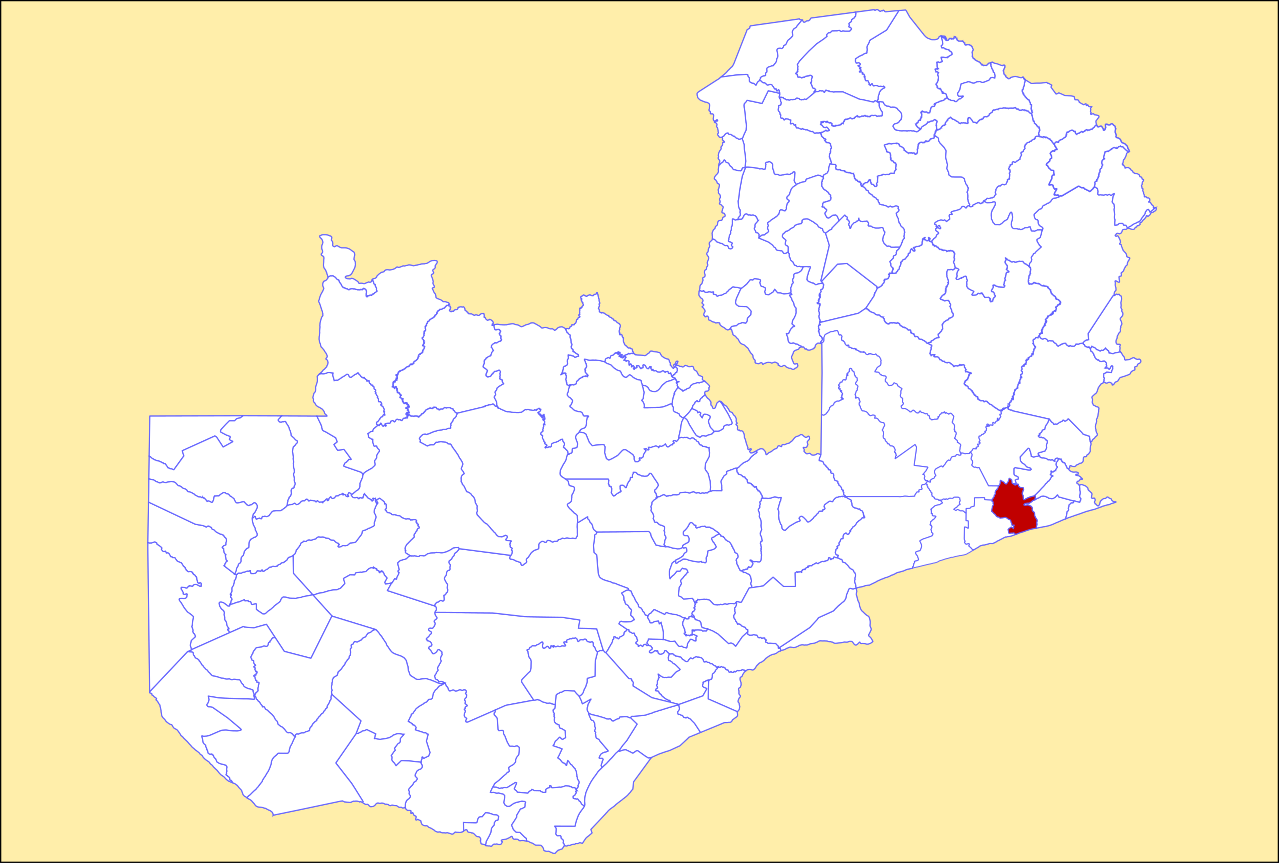

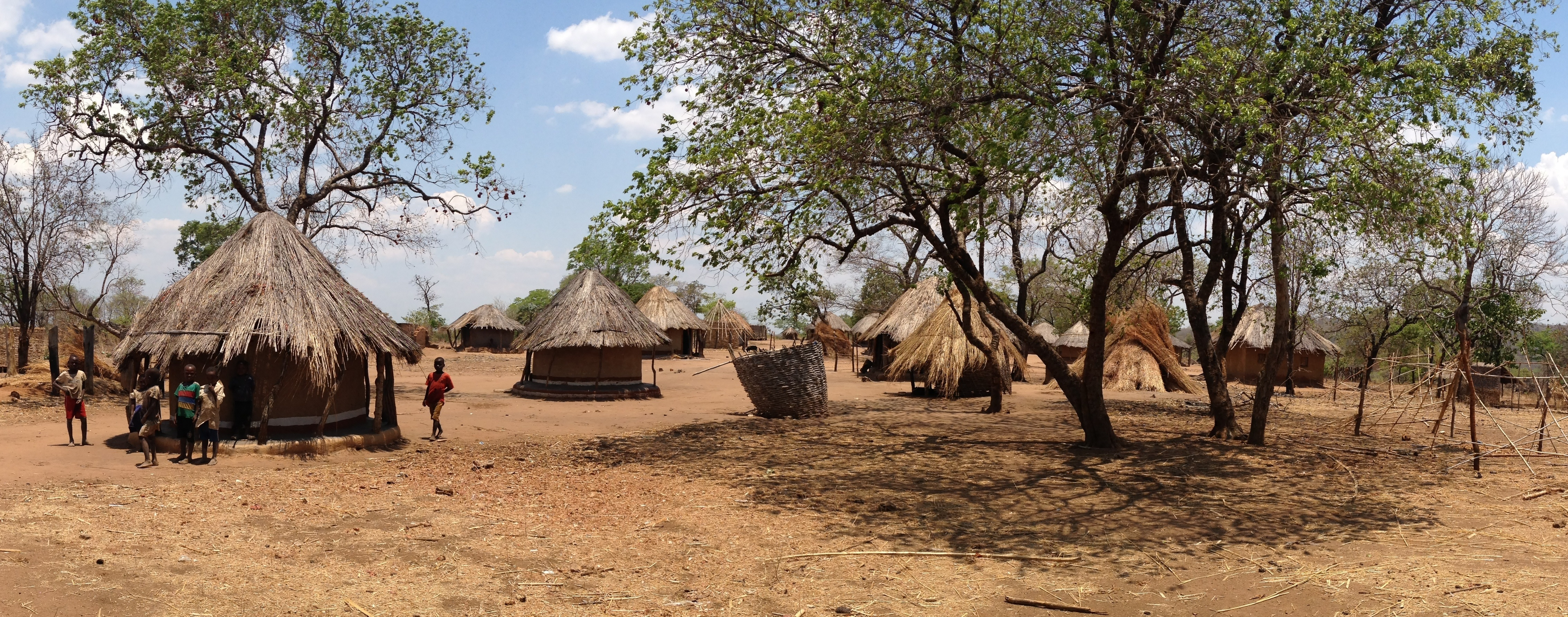
卡泰特縣

14°05′S 32°00′E / 14.083°S 32.000°E
卡泰特縣（英語：Katete District），是贊比亞的縣份，位於該國東部，由東方省負責管轄，首府設於卡泰特，面積3,989平方公里，2010年人口243,849，人口密度每平方公里61.1人。